# Tổ quốc bắt đầu từ đâu
Tổ quốc bắt đầu từ đâu (tiếng Nga: С чего начинается Родина) là một bài thơ của nhà thơ Sô viết Mikhail Lvovich Matusovsky. Năm 1968, bài thơ đã được nhạc sĩ Veniamin Efimovich Basner chuyển thể thành bài hát cùng tên nằm trong phim Thanh gươm và lá chắn (Щит и меч) với giọng hát của ca sĩ Mark Naumovich Bernes.

## Lịch sử
Sau khi Liên Xô cũ sụp đổ, bài thơ và ca khúc Tổ quốc bắt đầu từ đâu vẫn tiếp tục được nhiều người yêu thích. Tổng thống Liên bang Nga Vladimir Putin vào năm 2010 (khi ông còn là Thủ tướng) đã lên sân khấu dạo piano ca khúc này trong một buổi biểu diễn từ thiện tại Sankt-Peterburg.
Bản dịch tiếng Việt phổ biến của bài thơ Tổ quốc bắt đầu từ đâu của Thái Bá Tân cũng được nhiều người yêu thích tại Việt Nam, trong đó có những câu thơ như:
| “ | Chúng ta chỉ đặt súng xuống khi kẻ thù đầu hàng Tổ quốc bắt đầu từ đâu? Từ bức tranh ta được xem ngày nhỏ Từ những người bạn tốt vẫn cùng ta Thường đi học và chơi chung một phố | ” |